# Францишек Юзвяк
Францишек Юзвяк (пол. Franciszek Jóźwiak; 20 жовтня 1895, Гута — 23 жовтня 1966, Варшава) — польський генерал і комуністичний політик, чільний державний діяч ПНР. Учасник боротьби за незалежність Польщі, Першої світової війни, комуністичного підпілля й антинацистського опору. Начальник штабу Гвардії Людової й Армії Людової. Перший головний комендант громадянської міліції ПНР. У 1948—1956 роках — член Політбюро ЦК ПОРП, у 1955—1956 роках — заступник голови Ради міністрів ПНР. Належав до ортодоксально-сталіністського крила ПОРП.

## Польський солдат
Народився у бідній селянській родині з Люблінської губернії Королівства Польського. Був старшим із восьми дітей. Здобув початкову освіту. З дванадцяти років працював у селі. У 1912 році Францішек Юзвяк вступив до Польської соціалістичної партії.
Коли почалася Перша світова війна, Францишека Юзвяка було мобілізовано в армію Російської імперії. Проте вже 1914 року він перейшов на бік Австро-Угорщини та приєднався до Польських легіонів. У липні 1917 року пішов на заклик Юзефа Пілсудського та відмовився скласти присягу цісареві Німецької імперії. До кінця війни був інтернований у Щиперно (концентраційний табір).
Звільнившись, вступив на службу до армії незалежної Польщі. Служив в унтерофіцерському званні капрала.

## Комуніст-підпільник
У 1919 році Францишек Юзвяк брав участь у створенні Люблінської Ради робітничих депутатів. У 1921 році вступив до Комуністичної робочої партії Польщі (з 1925 — Комуністична партія Польщі, КПП). Організовував підпільні комітети КПП.
Компартія підтримувала Радянську Росію у війні 1920 року, вважалася у Польщі антинаціональною організацією та діяла у підпіллі. Францишек Юзвяк кілька разів заарештовувався за нелегальну комуністичну діяльність. Загалом за період 1921—1939 років він провів у в'язницях близько дванадцяти років. Ув'язнення у 1937—1938 роках вберегло Юзвяка від радянських репресій при ліквідації КПП.
У 1928—1929 роках Юзвяк проходив навчання на курсах НКВС СРСР. У 1931 році керував військовим відділом ЦК КПП. Спеціалізувався на командуванні партійними озброєними формуваннями.

## Партизан-диверсант
Початок Другої світової війни Францишек Юзвяк зустрів у в'язниці, відбуваючи черговий термін. Був звільнений разом з іншими ув'язненими. Перебрався на територію, приєднану до СРСР. Після нападу Німеччини на Радянський Союз був включений до радянської партизанської диверсійної групи для закидання у німецький тил.
У 1942 році Францишек Юзвяк нелегально пробрався на територію Польщі й увійшов до керівництва Польської робітничої партії (ПРП, партія польських комуністів, створена замість КПП). Був секретарем ЦК ПРП, опікувався у партії силовими структурами. З серпня 1942 року Юзвяк — начальник штабу Гвардії Людової, з січня 1944 року — начальник штабу Армії Людової. Відігравав важливу роль у комуністичній частині польського Опору. Носив партизанський псевдонім Witold.

## Партійно-державний керівник
У 1944 році Францишек Юзвяк у званні генерала дивізії був призначений першим головним комендантом громадянської міліції, створеної новою комуністичною владою. Обіймав цю посаду до 1949 року. За посадою був заступником міністра громадської безпеки Станіслава Радкевича. Був членом Крайової Ради Народової. Перебував у Державній комісії безпеки.
Під командуванням генерала Юзвяка громадянська міліція була інструментом політики урядущої ПРП — боротьби зі збройною опозицією, силового політичного контролю, примусового вилучення продукції селянських господарств. На чолі правоохоронного органу Юзвяк виходив із партійних, а не професійних критеріїв. Зокрема, він не заохочував зарахування до міліції осіб з вищою освітою, побоюючись, що вони не виконуватимуть накази начальників, які (подібно до нього самого) вищої освіти не мають.
При створенні урядущої компартії ПОРП у 1948 році Францишек Юзвяк був кооптований у Політбюро ЦК партії. Очолював Центральну комісію партійного контролю. Обіймав посади голови Верховної контрольної палати (1949—1952) та міністра державного контролю (1952—1955). У 1949—1952 роках — член Держради ПНР. Був депутатом сейму від ПОРП. Крім того, Францишек Юзвяк був першим головою Спілки борців за свободу та демократію (обіймав цю посаду протягом п'ятнадцяти років).
16 квітня 1955 року Францишек Юзвяк отримав призначення заступника голови Ради міністрів ПНР Юзефа Циранкевича.
У внутрішньопартійних розкладах Францишек Юзвяк орієнтувався на Болеслава Берута та Якуба Бермана. Ідеологічно та політично дотримувався жорсткого сталінського курсу, брав активну участь у політичних репресіях і партійних чистках.

## Відставка та смерть
Польська десталінізація 1956 року різко підірвала політичні позиції Юзвяка. 24 жовтня 1956 року — день виступу Владислава Гомулки з програмою «відлиги» — Юзвяк був знятий з посади заступника голови уряду та виведений зі складу Політбюро.
В останнє десятиліття свого життя Юзвяк не обіймав державних посад і не мав колишнього впливу у партійному керівництві. Очолював угруповання «натолінців» — неформальну фракцію ортодоксальних сталіністів ПОРП, які протестували проти навіть помірної лібералізації режиму.
Помер Францишек Юзвяк за три дні після свого 71-річчя. Похований на цвинтарі Військові Повонзки.

## Пам'ять
У ПНР образ Юзвяка був оточений офіційною пошаною. Офіційна біографія «Franciszek Jóźwiak — Witold. Życie i działalność» («Францишек Юзвяк — Вітолд. Життя і діяльність»), видана по відомчих каналах МВС у 1974 році, мала апологетичний характер. У 1979 році, до 35-річчя громадянської міліції та Служби безпеки, у ПНР була випущена поштова марка із зображенням Францишека Юзвяка.
Ім'ям Юзвяка були названі міліцейська школа у Щитно, 18-а артилерійська бригада, дислокована у Болеславці, кілька шкіл у різних містах країни. Ці назви були скасовані у 1989—1991 році, при зміні суспільно-політичного устрою Польщі.

## Сімейні зв'язки
Францишек Юзвяк був двічі одружений. У 1940 році, перебуваючи у СРСР, він одружився з комуністичною активісткою Фрідою Шпрінгер, з якою розлучився після перекидання в окуповану Польщу.
З 1942 до 1956 рік дружиною Юзвяка була Гелена Воліньська-Брус — у ПНР військовий прокурор, підполковник юстиції, активна учасниця репресій. У 1956 році, під час десталінізації, вона розлучилася з Юзвяком, відновивши перший шлюб з економістом Влодзимежем Брусом. Це викликало напругу між ними, що відбивалося на службових справах. Відомо, що Юзвяк домігся скасування смертного вироку командиру Армії Крайова Юліушу Соболевському, винесеного з подачі Волінської-Брус — виключно як особиста помста дружині, яка пішла. У 1968 році, під час антисемітської кампанії, Гелена Воліньська-Брус емігрувала до Великої Британії.
Юзеф Юзвяк — брат Францишека Юзвяка — був бійцем 2-го польського корпусу генерала Андерса, брав участь у битві під Монте-Кассіно. Юзеф Юзвяк не приховував свої антикомуністичні погляди та різко засуджував брата.